# Nereo Rodríguez Barragán
Nereo Rodríguez Barragán (1884-1979) fue un historiador, boticario y catedrático mexicano. Potosino de nacimiento, destacó por el estudio de la historia local.

## Biografía
Nació en Ciudad del Maíz, San Luis Potosí, México, el 16 de octubre de 1884. Su padre fue el juez de primera instancia Indalecio E. Rodríguez y su madre Adela Barragán. Sus estudios básicos los realizó en Ciudad del Maíz.
Apoyado por el gobernador Blas Escontría y Bustamante, obtuvo una beca y en 1889 viajó a la ciudad de San Luis Potosí, donde ingresó al Instituto Científico y Literario para estudiar la carrera de farmacéutico, la cual no concluyó.
De 1915 a 1917 ocupó el puesto de agente confidencial del doctor Rafael Cepeda, gobernador del Estado de México. Al asumir Juan Barragán la gubernatura de San Luis Potosí, fue nombrado director del Periódico Oficial, y en 1919 la de El Heraldo. En el mismo tiempo tuvo a su cargo el Hospital Civil.
En 1926 le fue confiada la cátedra de Historia Patria por el Doctor León Moctezuma. Con ella también la dirección de la biblioteca del Instituto Científico y Literario. Abandonó ambos puestos al llegar a la gubernatura Saturnino Cedillo. Participó en una expedición fallida en busca de ruinas mayas en el sur del país, mientras trabajaba en el Museo Nacional de Historia. Gonzalo N. Santos, le proporcionó la dirección del Archivo Histórico de San Luis Potosí, gracias a ello tuvo acceso a las fuentes originales de la historia potosina.
Escritor fecundo, sus numerosos artículos se encuentran dispersos en varias publicaciones potosinas; El Sol de San Luis, El Heraldo, Estilo, Cuadrante y Letras Potosinas. Murió el 29 de abril de 1979.

## Obras destacadas
- El canónigo Mauricio Zavala, apóstol del agrarismo en Ciudad del Maíz. San Luis Potosí, En tiempo de Cuadrante, 1958, 30 (1) p., 16.5 cm.
- San Luis Potosí, su título de ciudad y escudo de armas, apuntes de... San Luis Potosí, Imp. Casa Sergio, 1956, 15 (1) p., 26.5 cm
- Historia y geografía del municipio de Rayón, San Luis Potosí, S.L.P., Sociedad Potosina de Estudios Históricos (1972), 37 p., 23 cm.
- Relación de la revolución en San Luis Potosí formada por Fray Luis Herrera lego de San Juan de Dios, la noche del 10 al 11 de noviembre de 1810. Relación inédita, paleografiada y anotada por... México, Editor Vargas Rea, 1944, 40 p., 24 cm.